# Scandix hispidula
Scandix hispidula är en flockblommig växtart som beskrevs av Antonio Bertoloni. Scandix hispidula ingår i släktet nålkörvlar, och familjen flockblommiga växter. Inga underarter finns listade i Catalogue of Life.